# Carlos Bech
Carles Narcís Bech Abadías, más conocido como Carlos Bech (La Bisbal, Gerona, 1914-Barcelona, 20 de julio de 1999), fue un autor teatral, guionista y dibujante de historietas español.

## Biografía
Carlos Bech colaboró en La Ametralladora (precursora de La Codorniz), Cu-Cú y La Risa. Cabe destacar que en esta última revista escribió guiones para series como Los grandes reportajes y Hogar, dulce hogar, que fueron ilustrados por F. Ibáñez, luego celebérrimo por Mortadelo y Filemón, y por Juan Martínez Osete, respectivamente.
En los años 50 creó para TBO a un personaje llamado "Don Salvio", pero prefirió decantarse por escribir guiones. Se hizo cargo de las historietas de "La familia Ulises", iniciadas por Joaquín Buigas, durante más de 20 años. También escribió guiones para otros personajes de la revista TBO, como Altamiro de la Cueva. 
Compaginó su trabajo en TBO con el cargo de jefe de redacción de La Revista de la Maquinista Terrestre y Marítima.
En 1974 se le concedió el Premio Nacional de Literatura y Guiones Juveniles.